# Trichomanes procerum
Trichomanes procerum är en hinnbräkenväxtart som beskrevs av Fée. Trichomanes procerum ingår i släktet Trichomanes och familjen Hymenophyllaceae. Inga underarter finns listade.